# Ford Pronto
Ford Pronto – samochód dostawczo-osobowy typu mikrovan klasy miejskiej produkowany pod amerykańską marką Ford w latach 1985–2007.

## Pierwsza generacja

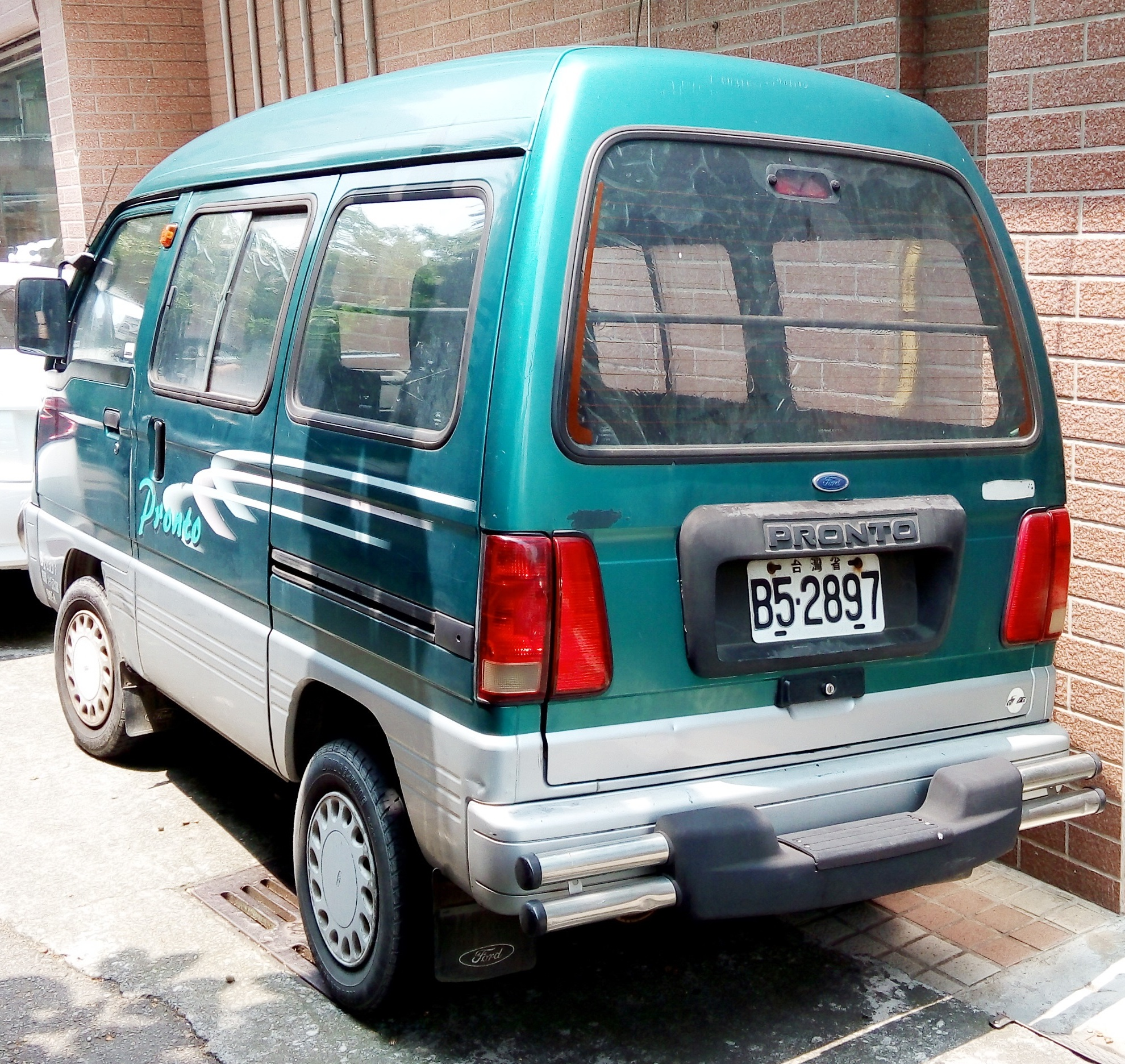
Ford Pronto I - tył po liftingu

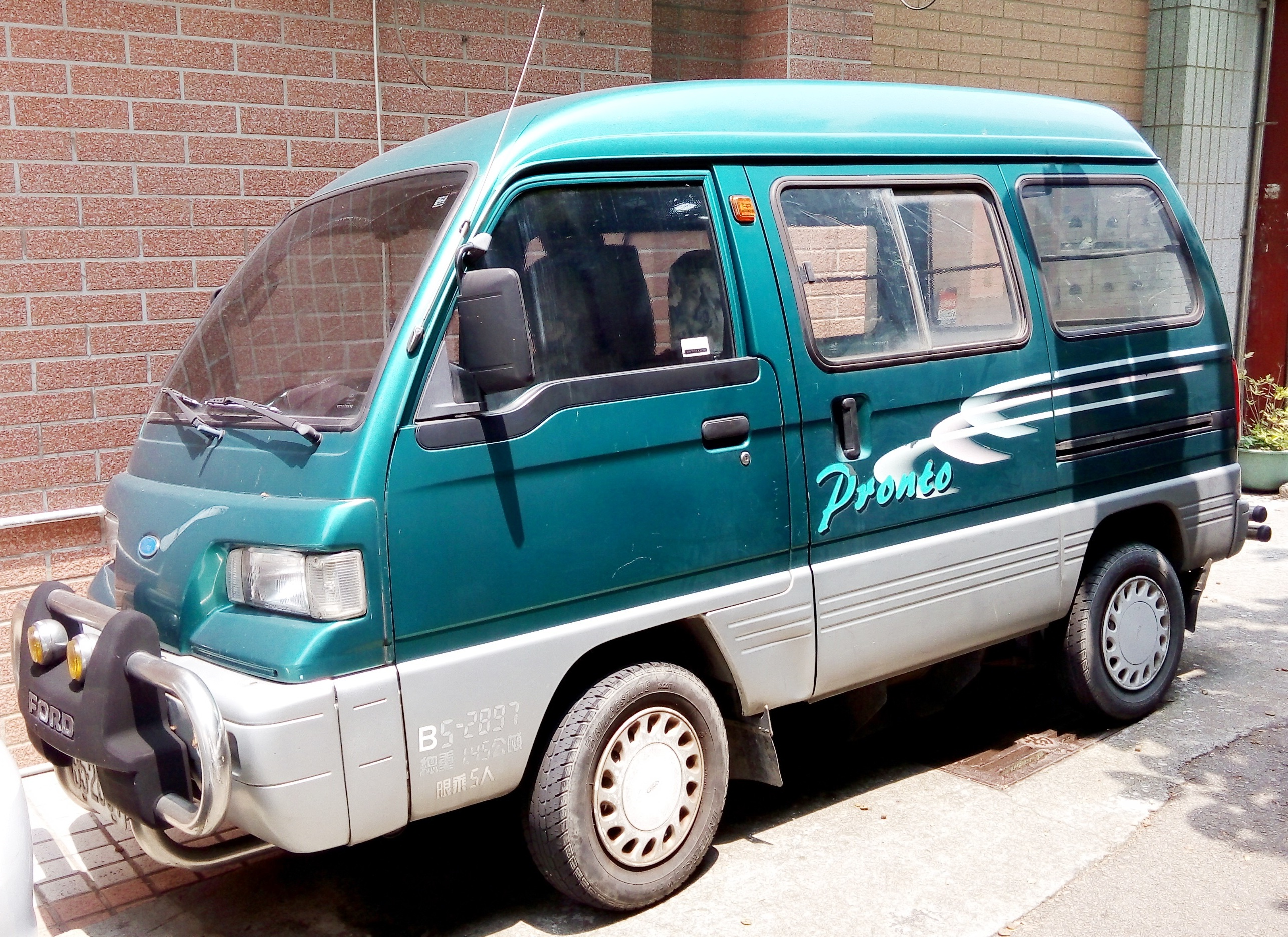
Ford Pronto I po liftingu

Ford Pronto I został zaprezentowany po raz pierwszy w 1985 roku.
W połowie lat 80. XX wieku tajwańska spółka Ford Lio Ho współzarządzana przez amerykański koncern nawiązała współpracę z japońskim Suzuki, na mocy której lokalna oferta została uzupełniona o niewielkiego mikrovana będącego bliźniaczą wersją równolegle oferowanego Suzuki Carry. Różnice wizualne w Fordzie Pronto pozostały minimalne, ograniczając się do innej atrapy chłodnicy i oznaczeń producenta.

### Lifting
W 1998 roku Ford Lio Ho przedstawił zmodernizowanego Forda Pronto, który zyskał więcej indywidualnych cech wizualnych względem bliźniaczego Suzuki Carry. Pojawił się przemodelowany pas przedni z węższymi reflektorami, inne tylne lampy i przestylizowane zderzaki.

### Silniki
- R3 0.5l
- R3 0.6l
- R3 0.8l
- R3 1.0l

## Druga generacja

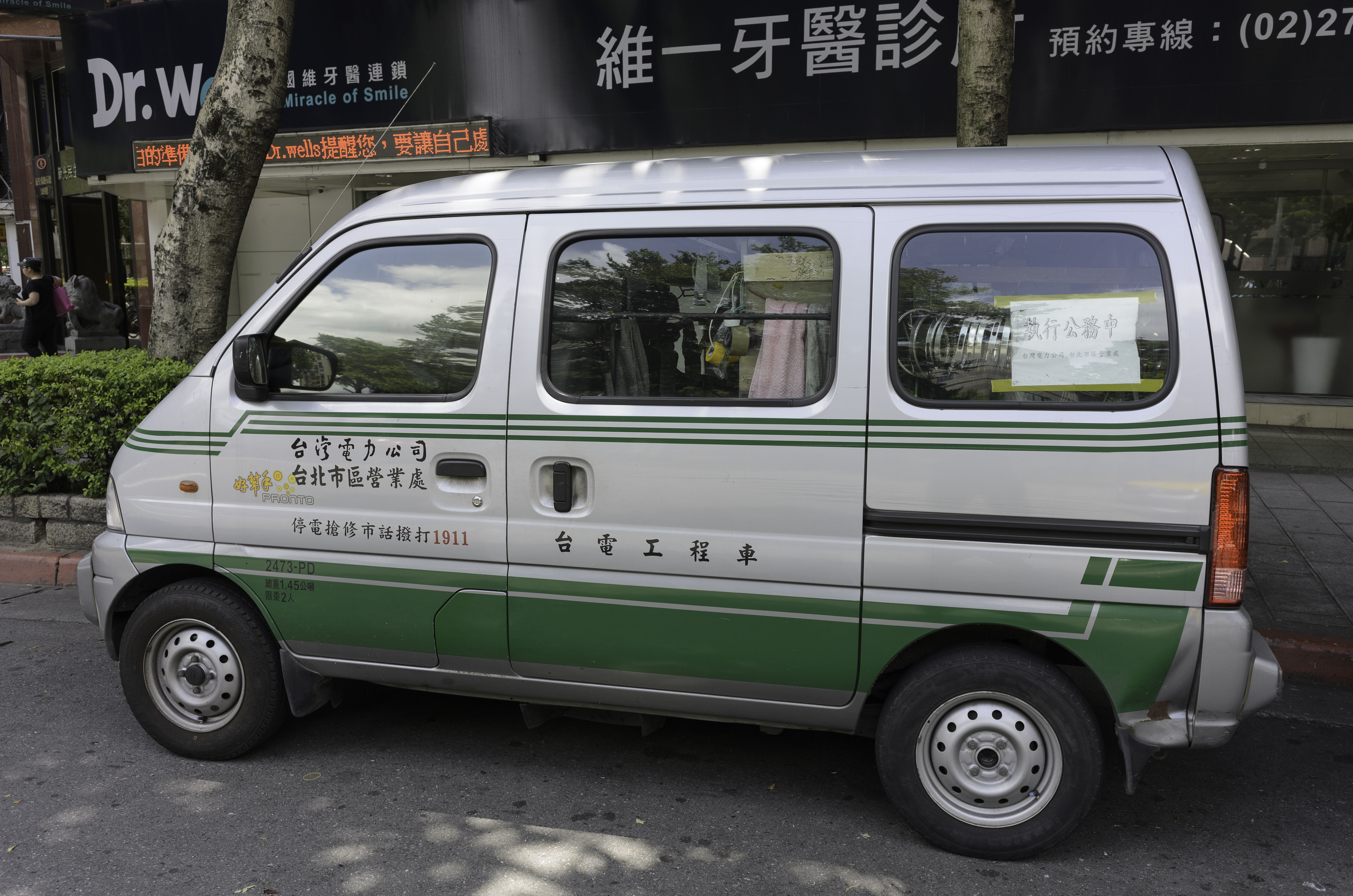
Ford Pronto II - sylwetka

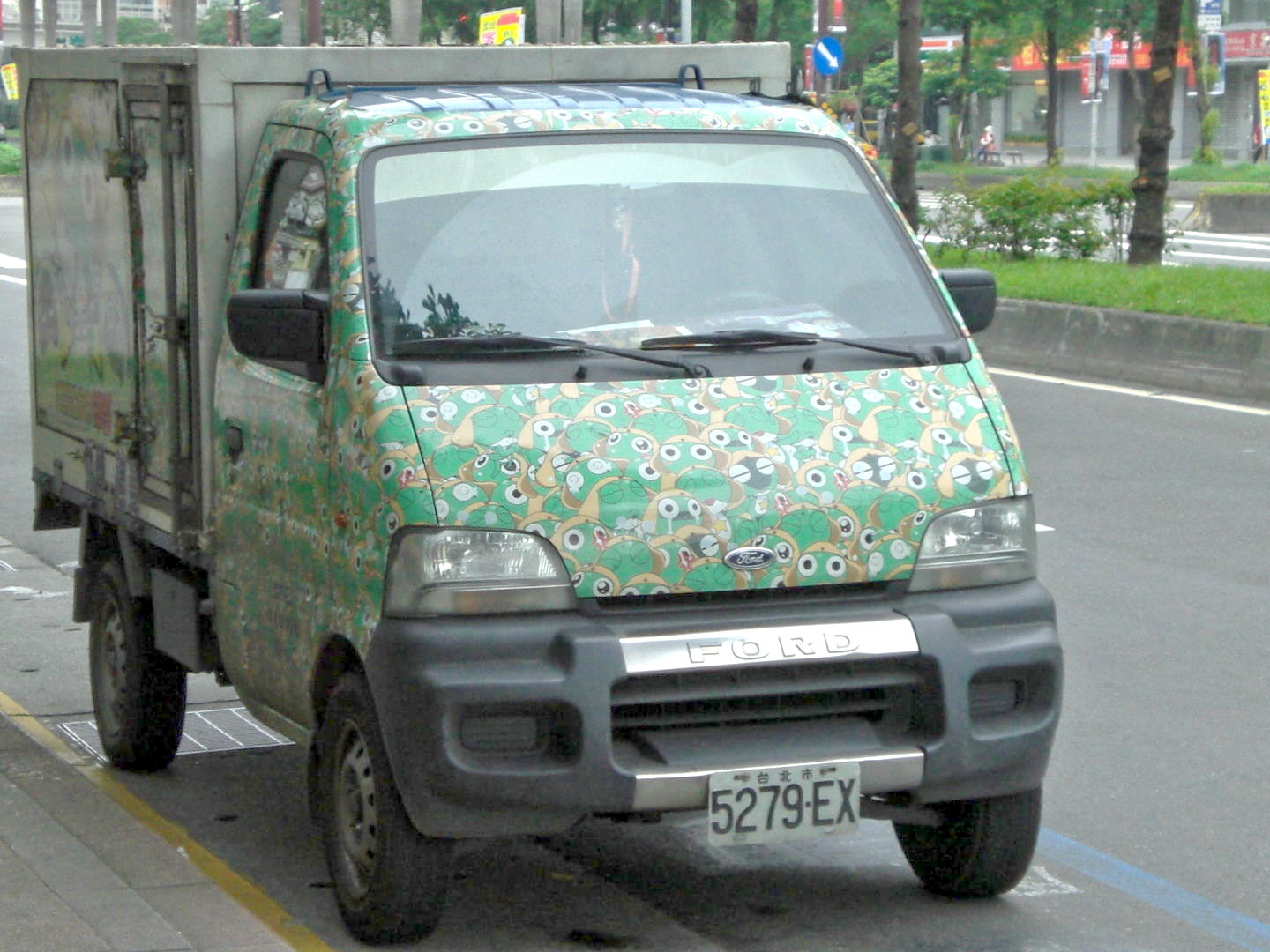
Ford Pronto II z zabudową

Ford Pronto II został zaprezentowany po raz pierwszy w 2000 roku.
Przedstawiając drugą generację Pronto, Ford Lio Ho zdecydował się kontynuować współpracę z japońskim Suzuki. Tym razem jednak bliźniaczym modelem, na bazie którego powstał Ford Pronto II, był inny model - większy mikrovan Suzuki Every. Różnice wizualne zachowały minimalny zakres, ograniczając się do innego kształtu maski i niewielkich oznaczeń producenta na karoserii.

### Koniec produkcji
Produkcja Forda Pronto zakończyła się w 2007 roku w związku z zakończeniem współpracy z Suzuki motywowanej niezgodnością montowanych w mikrovanie jednostek napędowych z nowymi normami emisji spalin obowiązujących na Tajwanie.

### Silniki
- R4 1.3l SOHC